# 玫瑰堂 (香港)

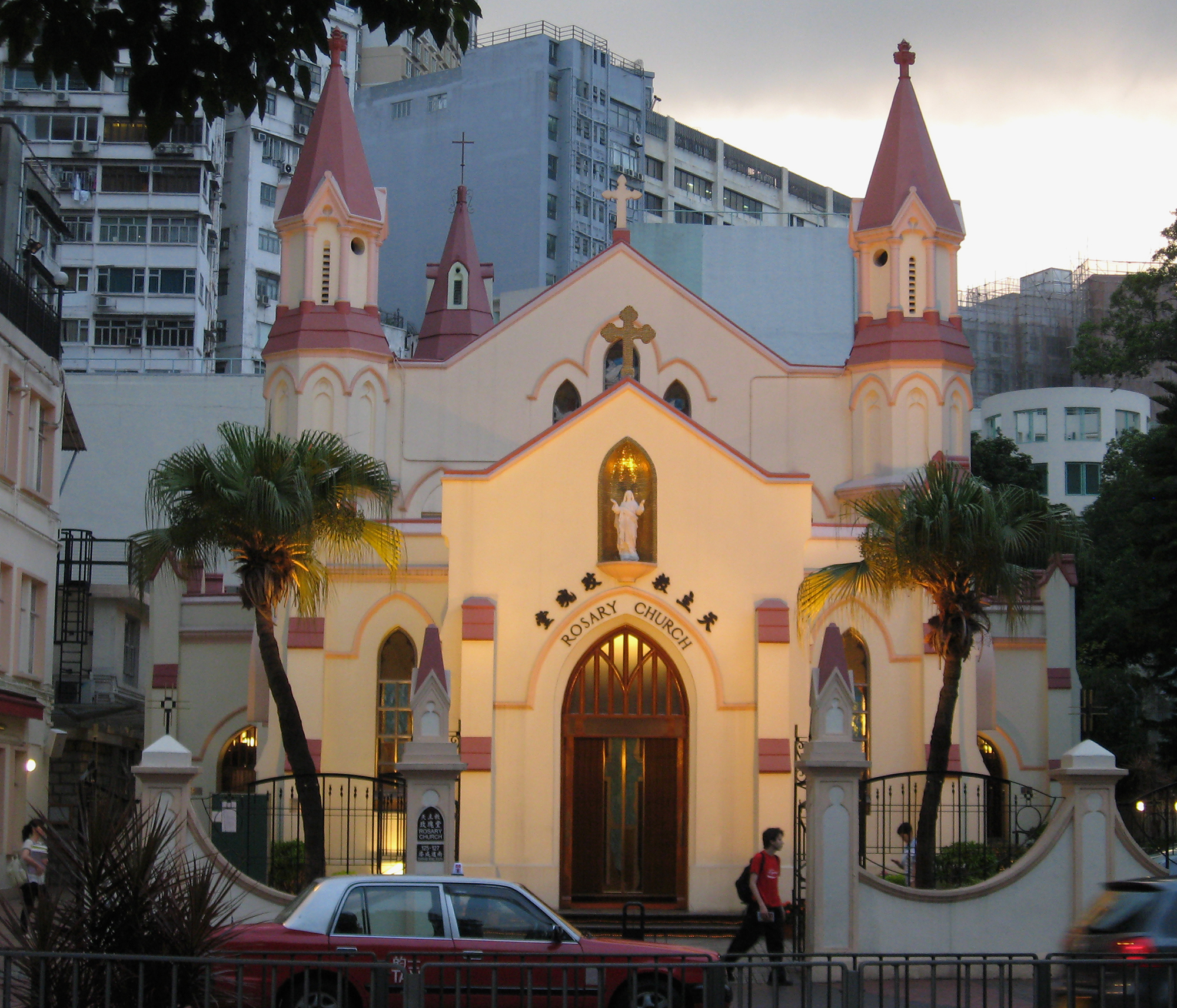
玫瑰堂

玫瑰堂（ばいかいどう、英語: Rosary Church）は香港九龍尖沙咀にあるカトリックの教会である。
玫瑰堂は1901年に創建し、最初は800人収容可能の教会だった。現在の教会は1904年に建築し、1905年にオープンした。香港二級歴史建築である。